# 北海道道318号湧洞豊頃停車場線
北海道道318号湧洞豊頃停車場線（ほっかいどうどう318ごう ゆうどうとよころていしゃじょうせん）は、北海道中川郡豊頃町内を通る一般道道（北海道道）である。

## 概要

### 路線データ
- 起点：北海道中川郡豊頃町湧洞（国道336号・北海道道1051号湧洞線交点）
- 終点：北海道中川郡豊頃町豊頃旭町（JR 根室本線 豊頃駅）
- 総延長：24.5km

## 歴史
- 1957年（昭和32年）7月25日 300号として路線認定[1]。
- 1994年（平成6年）10月1日 路線番号を318号に変更[2]。

## 路線状況

### 重複区間
- 豊頃町二宮（北海道道210号尾田豊頃停車場線）
- 豊頃町農野牛-豊頃町礼作別（北海道道62号豊頃糠内芽室線）
- 豊頃町礼作別-豊頃町豊頃（国道38号）
- 豊頃町豊頃（北海道道73号帯広浦幌線）
- 豊頃町茂岩新和町-豊頃町豊頃旭町（北海道道210号尾田豊頃停車場線）
- 豊頃町育素多-豊頃町豊頃旭町（北海道道320号旅来豊頃停車場線）

### 主な橋梁
- 駅逓橋（湧洞川）＝豊頃町湧洞
- 新川橋（小川＝十勝川支流）＝豊頃町二宮（道道210号重複区間）
- 農野牛橋（牛首別川）＝豊頃町茂岩新和町（国道38号重複区間）
- 豊頃大橋（牛首別川・十勝川）＝豊頃町茂岩新和町-豊頃町育素多（国道38号重複区間）
- 豊頃橋（旧利別川＝十勝川支流）＝豊頃町豊頃（国道38号重複区間）

## 地理

### 通過する自治体
- 十勝総合振興局
  - 中川郡豊頃町

## 主な接続道路
豊頃町
- 国道336号 - 湧洞（起点）
- 北海道道1051号湧洞線 - 湧洞（起点）
- 北海道道210号尾田豊頃停車場線 - 二宮（重複）
- 北海道道62号豊頃糠内芽室線 - 農野牛（重複）
- 国道38号 - 礼作別、豊頃（重複）
- 北海道道210号尾田豊頃停車場線 - 茂岩新和町（重複）
- 北海道道320号旅来豊頃停車場線 - 育素多（重複）
- 北海道道882号利別牛首別線 - 育素多
- 北海道道73号帯広浦幌線 - 豊頃（重複）